# Paris-Nice 1969
Paris-Nice 1969 est la 27e édition de la course cycliste Paris-Nice. La course a lieu entre le 10 et le 16 mars 1969. Eddy Merckx (Faema) remporte le premier de ses trois Paris-Nice. Les Français Raymond Poulidor (Mercier-BP-Hutchinson) et Jacques Anquetil (Bic) - pour qui c'est la dernière participation - complètent le podium dans cet ordre.
À partir cette année, l'arrivée quitte la promenade de bord de mer à Nice pour le col d'Èze. Le jeune Eddy Merckx remporte le contre-la-montre final et le premier de ses trois Paris-Nice consécutifs. Raymond Poulidor est une nouvelle fois deuxième, tandis que Jacques Anquetil complète ce podium étoilé pour sa dernière participation. Cette édition permet à la course d'acquérir ses lettres de noblesse. C'est également l'une des rares courses où se sont affrontées Merckx et Anquetil et de ce fait elle est parfois considérée comme le passage de témoin entre les deux champions.

## Participants
Dans cette édition de Paris-Nice, 112 coureurs participent divisés en 14 équipes : Bic, Salvarani, Molteni, Faema, Mann-Grundig, Mercier-BP-Hutchinson, Flandria-De Clerck-Kruger, Peugeot-BP-Michelin, Frimatic-Viva-De Gribaldy, Sonolor-Lejeune, Willem II-Gazelle, Kas-Kaskol, Zimba-Mondia et Caballero. L’épreuve est terminée par 70 coureurs.

## Étapes
| Étapes                 | Date    | Villes étapes                 | Km       | Vainqueur d'étape   | Leader du classement général |
| ---------------------- | ------- | ----------------------------- | -------- | ------------------- | ---------------------------- |
| 1re étape, 1er secteur | 10 mars | Villebon-sur-Yvette (clm)     | 4 km     | Raymond Poulidor    | Raymond Poulidor             |
| 1re étape, 2e secteur  | 10 mars | Villebon-sur-Yvette-Joigny    | 153 km   | Léo Duyndam         | Raymond Poulidor             |
| 2e étape               | 11 mars | Joigny-Le Creusot             | 211 km   | Eddy Merckx         | Eddy Merckx                  |
| 3e étape, 1er secteur  | 12 mars | Paray-le-Monial-Saint-Étienne | 147 km   | Eric Leman          | Eddy Merckx                  |
| 3e étape, 2e secteur   | 12 mars | Saint-Étienne (clm)           | 6,5 km   | Eddy Merckx         | Eddy Merckx                  |
| 4e étape               | 13 mars | Saint-Étienne-Bollène         | 205 km   | Dino Zandegù        | Eddy Merckx                  |
| 5e étape, 1er secteur  | 14 mars | Tavel (clm)                   | 20.5 km  | Salvarani           | Eddy Merckx                  |
| 5e étape, 2e secteur   | 14 mars | Cavaillon-Hyères              | 207,5 km | Jan Janssen         | Eddy Merckx                  |
| 6e étape               | 15 mars | Hyères-Draguignan             | 137 km   | Jos van der Vleuten | Eddy Merckx                  |
| 7e étape, 1er secteur  | 16 mars | Draguignan-Nice               | 105 km   | Marino Basso        | Eddy Merckx                  |
| 7e étape, 2e secteur   | 16 mars | Nice-Col d'Èze (clm)          | 9,5 km   | Eddy Merckx         | Eddy Merckx                  |

## Résultats des étapes

### 1reétape,1ersecteur
10-03-1969. Villebon-sur-Yvette, 4 km (clm).
|    | Cycliste            | Équipe                    | Temps      |
| -- | ------------------- | ------------------------- | ---------- |
| 1  | Raymond Poulidor    | Mercier-BP-Hutchinson     | 6 min 11 s |
| 2  | Eddy Merckx         | Faema                     | m.t.       |
| 3  | Jacques Anquetil    | Bic                       | + 7 s      |
| 4  | Charly Grosskost    | Bic                       | + 12 s     |
| 5  | Jan Janssen         | Bic                       | + 17 s     |
| 6  | Gilbert Bellone     | Bic                       | + 19 s     |
| 7  | Derek Harrison      | Frimatic-Viva-De Gribaldy | + 22 s     |
| 8  | Christian Raymond   | Peugeot-BP-Michelin       | m.t.       |
| 9  | Herman Van Springel | Mann-Grundig              | m.t.       |
| 10 | Felice Gimondi      | Salvarani                 | + 23 s     |

### 1reétape,2esecteur
10-03-1969. Villebon-sur-Yvette-Joigny, 153 km.
|   | Cycliste             | Équipe                    | Temps           |
| - | -------------------- | ------------------------- | --------------- |
| 1 | Léo Duyndam          | Caballero                 | 3 h 59 min 26 s |
| 2 | Guido Reybrouck      | Faema                     | + 10 s          |
| 3 | Eddy Merckx          | Faema                     | m.t.            |
| 4 | Marino Basso         | Molteni                   | m.t.            |
| 5 | Eric Leman           | Flandria-De Clerck-Kruger | m.t.            |
| 6 | Willy Planckaert     | Frimatic-Viva-De Gribaldy | m.t.            |
| 7 | Daniel Van Ryckeghem | Mann-Grundig              | m.t.            |
| 8 | Harm Ottenbros       | Willem II-Gazelle         | m.t.            |

### 2eétape
11-03-1969. Joigny-Le Creusot 211 km.
|    | Cycliste               | Équipe                    | Temps           |
| -- | ---------------------- | ------------------------- | --------------- |
| 1  | Eddy Merckx            | Faema                     | 6 h 16 min 08 s |
| 2  | Raymond Poulidor       | Mercier-BP-Hutchinson     | + 1 s           |
| 3  | Jan Janssen            | Bic                       | + 2 s           |
| 4  | Gilbert Bellone        | Bic                       | m.t.            |
| 5  | Michele Dancelli       | Molteni                   | + 8 s           |
| 6  | Jean-Claude Theillière | Sonolor-Lejeune           | m.t.            |
| 7  | Marino Basso           | Molteni                   | m.t.            |
| 8  | Dino Zandegù           | Salvarani                 | m.t.            |
| 9  | Raymond Delisle        | Peugeot-BP-Michelin       | + 15 s          |
| 10 | Maurice Izier          | Frimatic-Viva-De Gribaldy | m.t.            |

### 3eétape,1ersecteur
12-03-1969. Paray-le-Monial-Saint-Étienne 147 km.
|    | Cycliste         | Équipe                    | Temps           |
| -- | ---------------- | ------------------------- | --------------- |
| 1  | Eric Leman       | Flandria-De Clerck-Kruger | 3 h 48 min 31 s |
| 2  | Alain Vasseur    | Bic                       | m.t.            |
| 3  | Julien Stevens   | Faema                     | m.t.            |
| 4  | Marinus Wagtmans | Willem II-Gazelle         | m.t.            |
| 5  | Eddy Merckx      | Faema                     | + 9 s           |
| 6  | Rolf Wolfshohl   | Bic                       | m.t.            |
| 7  | Mario Anni       | Molteni                   | m.t.            |
| 8  | Jacques Anquetil | Bic                       | m.t.            |
| 9  | Raymond Poulidor | Mercier-BP-Hutchinson     | + 15 s          |
| 10 | Rik Van Looy     | Willem II-Gazelle         | m.t.            |

### 3eétape,2esecteur
12-03-1969. Saint-Étienne, 6,5 km (clm).
|    | Cycliste            | Équipe                | Temps      |
| -- | ------------------- | --------------------- | ---------- |
| 1  | Eddy Merckx         | Faema                 | 8 min 24 s |
| 2  | Herman Van Springel | Mann-Grundig          | + 14 s     |
| 3  | Jacques Anquetil    | Bic                   | + 15 s     |
| 4  | Felice Gimondi      | Salvarani             | m.t.       |
| 5  | Charly Grosskost    | Bic                   | + 24 s     |
| 6  | Raymond Poulidor    | Mercier-BP-Hutchinson | m.t.       |
| 7  | Gilbert Bellone     | Bic                   | + 25 s     |
| 8  | Jan Janssen         | Bic                   | + 26 s     |
| 9  | Henk Hiddinga       | Mercier-BP-Hutchinson | + 29 s     |
| 10 | René Pijnen         | Willem II-Gazelle     | + 34 s     |

### 4eétape
13-03-1969. Saint-Étienne-Bollène, 205 km.
|    | Cycliste             | Équipe                    | Temps           |
| -- | -------------------- | ------------------------- | --------------- |
| 1  | Dino Zandegù         | Salvarani                 | 5 h 30 min 10 s |
| 2  | José Catieau         | Sonolor-Lejeune           | m.t.            |
| 3  | Gilbert Bellone      | Bic                       | m.t.            |
| 4  | Marino Basso         | Molteni                   | + 6 s           |
| 5  | Daniel Van Ryckeghem | Mann-Grundig              | m.t.            |
| 6  | Michele Dancelli     | Molteni                   | m.t.            |
| 7  | Harry Steevens       | Caballero                 | m.t.            |
| 8  | Rolf Wolfshohl       | Bic                       | m.t.            |
| 9  | Jiri Daler           | Frimatic-Viva-De Gribaldy | m.t.            |
| 10 | José Samyn           | Bic                       | m.t.            |

### 5eétape,1ersecteur
14-03-1969. Tavel, 20,5 km (clm).
|    | Équipe                    | Temps        |
| -- | ------------------------- | ------------ |
| 1  | Salvarani                 | 21 min 40 s  |
| 2  | Faema                     | + 21 s       |
| 3  | Mercier-BP-Hutchinson     | + 37 s       |
| 4  | Flandria-De Clerck-Kruger | + 54 s       |
| 5  | Molteni                   | + 1 min 00 s |
| 6  | Kas-Kaskol                | + 1 min 13 s |
| 7  | Mann-Grundig              | + 1 min 58 s |
| 8  | Zimba-Mondia              | + 2 min 21 s |
| 9  | Peugeot-BP-Michelin       | + 2 min 35 s |
| 10 | Willem II-Gazelle         | + 2 min 41 s |

### 5eétape,2esecteur
14-03-1969. Cavaillon-Hyères, 207,5 km.
|    | Cycliste            | Équipe                | Temps           |
| -- | ------------------- | --------------------- | --------------- |
| 1  | Jan Janssen         | Bic                   | 5 h 38 min 09 s |
| 2  | Herman Van Springel | Mann-Grundig          | + 6 s           |
| 3  | Raymond Poulidor    | Mercier-BP-Hutchinson | + 14 s          |
| 4  | Gilbert Bellone     | Bic                   | m.t.            |
| 5  | Roger Pingeon       | Peugeot-BP-Michelin   | m.t.            |
| 6  | Eddy Merckx         | Faema                 | m.t.            |
| 7  | Raymond Delisle     | Peugeot-BP-Michelin   | m.t.            |
| 8  | Jacques Anquetil    | Bic                   | m.t.            |
| 9  | Michele Dancelli    | Molteni               | m.t.            |
| 10 | Enrico Maggioni     | Molteni               | m.t.            |

### 6eétape
15-03-1969. Hyères-Draguignan, 137 km.
|    | Cycliste            | Équipe                    | Temps           |
| -- | ------------------- | ------------------------- | --------------- |
| 1  | Jos van der Vleuten | Willem II-Gazelle         | 3 h 34 min 10 s |
| 2  | Roger Rosiers       | Mann-Grundig              | + 46 s          |
| 3  | Evert Dolman        | Willem II-Gazelle         | m.t.            |
| 4  | Marino Basso        | Molteni                   | m.t.            |
| 5  | Dino Zandegù        | Salvarani                 | m.t.            |
| 6  | Jiri Daler          | Frimatic-Viva-De Gribaldy | m.t.            |
| 7  | José Samyn          | Bic                       | m.t.            |
| 8  | Jan Harings         | Caballero                 | m.t.            |
| 9  | Marinus Wagtmans    | Willem II-Gazelle         | m.t.            |
| 10 | Antoon Houbrechts   | Flandria-De Clerck-Kruger | m.t.            |

### 7eétape,1ersecteur
16-03-1969. Draguignan-Nice, 105 km.
|    | Cycliste            | Équipe            | Temps           |
| -- | ------------------- | ----------------- | --------------- |
| 1  | Marino Basso        | Molteni           | 2 h 33 min 51 s |
| 2  | Valere Van Sweevelt | Faema             | m.t.            |
| 3  | Dino Zandegù        | Salvarani         | m.t.            |
| 4  | José Samyn          | Bic               | m.t.            |
| 5  | Harry Steevens      | Caballero         | m.t.            |
| 6  | Rik Van Looy        | Willem II-Gazelle | m.t.            |
| 7  | Kurt Rub            | Zimba-Mondia      | m.t.            |
| 8  | Roger Rosiers       | Mann-Grundig      | m.t.            |
| 9  | René Pijnen         | Willem II-Gazelle | m.t.            |
| 10 | Rolf Wolfshohl      | Bic               | m.t.            |

### 7eétape,2esecteur
16-03-1969. Nice-Col d'Èze, 9,5 km (clm).
|    | Cycliste            | Équipe                    | Temps        |
| -- | ------------------- | ------------------------- | ------------ |
| 1  | Eddy Merckx         | Faema                     | 20 min 40 s  |
| 2  | Raymond Poulidor    | Mercier-BP-Hutchinson     | + 22 s       |
| 3  | Herman Van Springel | Mann-Grundig              | + 47 s       |
| 4  | Raymond Delisle     | Peugeot-BP-Michelin       | + 56 s       |
| 5  | Jacques Anquetil    | Bic                       | + 1 min 32 s |
| 6  | Roger Pingeon       | Peugeot-BP-Michelin       | + 1 min 42 s |
| 7  | Felice Gimondi      | Salvarani                 | + 1 min 49 s |
| 8  | Rolf Wolfshohl      | Bic                       | + 2 min 04 s |
| 9  | Christian Robini    | Mercier-BP-Hutchinson     | + 2 min 05 s |
| 10 | Wilfried David      | Flandria-De Clerck-Kruger | + 2 min 07 s |

## Classements finals

### Classement général
|    | Cycliste            | Équipe                | Temps            |
| -- | ------------------- | --------------------- | ---------------- |
| 1  | Eddy Merckx         | Faema                 | 31 h 56 min 57 s |
| 2  | Raymond Poulidor    | Mercier-BP-Hutchinson | + 51 s           |
| 3  | Jacques Anquetil    | Bic                   | + 2 min 17 s     |
| 4  | Herman Van Springel | Mann-Grundig          | + 3 min 40 s     |
| 5  | Raymond Delisle     | Peugeot-BP-Michelin   | + 4 min 27 s     |
| 6  | Jan Janssen         | Bic                   | + 4 min 51 s     |
| 7  | Gilbert Bellone     | Bic                   | + 4 min 57 s     |
| 8  | Rolf Wolfshohl      | Bic                   | + 5 min 04 s     |
| 9  | Roger Pingeon       | Peugeot-BP-Michelin   | + 5 min 56 s     |
| 10 | Alain Vasseur       | Bic                   | + 6 min 17 s     |